# Macrozafra nodicincta
Macrozafra nodicincta är en snäckart som först beskrevs av Suter 1899.  Macrozafra nodicincta ingår i släktet Macrozafra och familjen Columbellidae. Inga underarter finns listade i Catalogue of Life.